# Miral Samardžić
Miral Samardžić (ur. 17 lutego 1987 w Jesenicach) – słoweński piłkarz grający na pozycji środkowego obrońcy. Od 2017 jest zawodnikiem klubu Akhisar Belediyespor.

## Kariera klubowa
Swoją karierę piłkarską Samardžić rozpoczął w klubie NK Triglav Kranj. W 2005 roku awansował do kadry pierwszego zespołu i w sezonie 2005/2006 zadebiutował w nim w drugiej lidze słoweńskiej. W 2007 roku odszedł do NK Maribor. W sezonie 2008/2009 wywalczył z Mariborem tytuł mistrza Słowenii. Z kolei w sezonie 2009/2010 został wicemistrzem kraju oraz sięgnął po Puchar Słowenii.
Zimą 2010 roku Samardžić przeszedł do Sheriffu Tyraspol. Zadebiutował w nim 26 marca 2010 w wygranym 3:0 domowym meczu z zespołem Iscra-Stali Rybnica. Wraz z Sheriffem trzykrotnie zostawał mistrzem kraju w latach 2010, 2011 i 2013. W 2010 roku zdobył teżPuchar Mołdawii.
W latach 2014–2016 Samardžić grał w HNK Rijeka, z którym dwukrotnie został wicemistrzem Chorwacji. W 2016 przeszedł do chińskiego Henan Jianye.
| Sezon   | Klub             | Kraj      | Rozgrywki         | Mecze | Bramki |
| ------- | ---------------- | --------- | ----------------- | ----- | ------ |
| 2005/06 | NK Triglav Kranj | Słowenia  | 2. SNL            | ?     | ?      |
| 2006/07 | NK Triglav Kranj | Słowenia  | 2. SNL            | ?     | ?      |
| 2006/07 | NK Maribor       | Słowenia  | 1. SNL            | 13    | 0      |
| 2007/08 | NK Maribor       | Słowenia  | 1. SNL            | 21    | 0      |
| 2008/09 | NK Maribor       | Słowenia  | 1. SNL            | 9     | 0      |
| 2009/10 | NK Maribor       | Słowenia  | 1. SNL            | 17    | 0      |
| 2009/10 | Sheriff Tyraspol | Mołdawia  | Divizia Națională | 7     | 0      |
| 2010/11 | Sheriff Tyraspol | Mołdawia  | Divizia Națională | 26    | 2      |
| 2011/12 | Sheriff Tyraspol | Mołdawia  | Divizia Națională | 25    | 3      |
| 2012/13 | Sheriff Tyraspol | Mołdawia  | Divizia Națională | 23    | 4      |
| 2013/14 | Sheriff Tyraspol | Mołdawia  | Divizia Națională | 24    | 1      |
| 2014/15 | HNK Rijeka       | Chorwacja | Prva HNL          | 22    | 2      |
| 2015/16 | HNK Rijeka       | Chorwacja | Prva HNL          | 30    | 4      |
| 2016    | Henan Jianye     | Chiny     | Super League      | 13    | 0      |

## Kariera reprezentacyjna
W reprezentacji Słowenii Samardžić zadebiutował 19 listopada 2013 w wygranym 1:0 towarzyskim meczu z Kanadą, rozegranym w Celje.